# Leo Nomellini
Leo Joseph Nomellini (* 19. Juni 1924 in Lucca, Italien; † 17. Oktober 2000 in Stanford, Kalifornien, USA), Spitzname: „The Lion“ (Der Löwe), war ein US-amerikanischer American-Football-Spieler. Er spielte unter anderem als Defensive Tackle in der National Football League (NFL) bei den San Francisco 49ers.

## Herkunft
Leo Nomellini wurde in Italien geboren und wanderte mit seinen Eltern im Alter von vier Jahren in die USA aus. Er wuchs in Chicago auf, wo er auch die High School besuchte. Um seine Familie zu unterstützen und sich seinen Lebensunterhalt zu verdienen, arbeitete er in einer Gießerei. Ab dem Jahr 1942 leistete er seinen Wehrdienst bei den U.S. Marines und spielte dort für ein Jahr American Football bei einer Marinemannschaft. Anschließend kämpfte er im Pazifischen Ozean und nahm an den Kämpfen in Saipan und Okinawa teil. Im Jahr 1946 erhielt er ein Stipendium an der University of Minnesota.

## Spielerlaufbahn

### Collegekarriere
Von 1946 bis 1949 studierte Leo Nomellini an der University of Minnesota. In der College-Football-Mannschaft kam er als Tackle sowohl in der Defense, als auch in der Offense zum Einsatz. In der Offense spielte er zudem auf der Position eines Guards.
Nomellini war ein hervorragender Wrestler und gewann die Big-Ten-Conference-Meisterschaft im Schwergewicht. Neben American Football und Wrestling war er auch als Leichtathlet tätig. Im Footballsport wurde er aufgrund seiner sportlichen Leistungen 1948 und 1949 zum All-American gewählt. Nomellini war ein mit 1,89 m ein großgewachsener Spieler, der sich besonders mit seiner Schnelligkeit und seiner aggressiven Spielweise hervortat.

### Profikarriere
Im Jahr 1950 waren die San Francisco 49ers in die NFL aufgenommen worden. Leo Nomellini war der erste NFL-Draftpick der Mannschaft und wurde in der ersten Runde an elfter Stelle verpflichtet. Trainer der Mannschaft war Buck Shaw, der Nomellini bereits in seinem Rookiejahr als Starter in der Defense einsetzte. Im Jahr 1951 verpflichteten die 49ers Y. A. Tittle als Quarterback und Nomellini erhielt zum Schutz von Tittle in diesem Jahr auch verstärkt Einsatzzeit in der Offense der Mannschaft. Die Mannschaft aus San Francisco konnte sich während der Laufbahn von Nomellini allerdings nur einmal für die Play-offs qualifizieren – 1957 scheiterte das Team vor dem Einzug in das NFL-Meisterschaftsspiel an den Detroit Lions mit 31:27. Nomellini konnte während seiner Laufbahn nie einen Titel gewinnen.
Nach 14 Spieljahren als Footballprofi, in welcher er nie ein Spiel aufgrund einer Verletzung verpasste, beendete er seine Laufbahn.

## Wrestlinglaufbahn
Nomellini betätigte sich zwischen den NFL Spielrunden als professioneller Wrestler. Er konnte dabei folgende Meisterschaften gewinnen:
- NWA Minneapolis Wrestling and Boxing Club – American Wrestling Association

- AWA World Tag Team Championship (1961) – mit Wilbur Snyder
- NWA Minneapolis World Tag Team Championship (Minneapolis Version) (1958–1960) – mit Verne Gagne (2×) und Butch Levy (1×)

- NWA San Francisco

- NWA San Francisco Tag Team Championship (San Francisco Version) (1952–1954, 1957) – mit Hombre Montana (1×), Enrique Torres (2×) und Rocky Brown (1×)

## Nach der Laufbahn
Nomellini arbeitete nach seiner Laufbahn in San Francisco für eine Rechtstitelversicherung. Er starb an einem Schlaganfall. Seine Grabstätte ist nicht bekannt.

## Ehrungen
Leo Nomellini spielte zehnmal im Pro Bowl, dem Abschlussspiel der besten Spieler einer Saison. Er wurde neunmal zum All-Pro gewählt. Seine Rückennummer wurde bei den 49ers gesperrt. Er ist Mitglied im NFL 1950s All-Decade Team, in der National Italian American Sports Hall of Fame, in der Bay Area Sports Hall of Fame, sowie in der Pro Football Hall of Fame und in der College Football Hall of Fame.